# Arroyo del Platanar
Arroyo del Platanar är en ort i Mexiko.   Den ligger i kommunen San Juan Colorado och delstaten Oaxaca, i den sydöstra delen av landet, 400 km söder om huvudstaden Mexico City. Arroyo del Platanar ligger 456 meter över havet och antalet invånare är 210.
Terrängen runt Arroyo del Platanar är lite kuperad. Runt Arroyo del Platanar är det ganska tätbefolkat, med 111 invånare per kvadratkilometer. Närmaste större samhälle är Santiago Pinotepa Nacional, 16,9 km sydväst om Arroyo del Platanar. Omgivningarna runt Arroyo del Platanar är en mosaik av jordbruksmark och naturlig växtlighet.